# 왕창 (치빈)
왕창(王昌, ? ~ ?)은 전한 후기의 관료로, 자는 치빈(穉賓)이다.

## 행적
건소 5년(기원전 34년), 경조윤에 임명되었으나 2년 후 안문태수로 좌천되었다.

## 출전
- 반고, 《한서》 권19하 백관공경표 下

| 전임 장담 | 전한의 경조윤 기원전 34년 ~ 기원전 32년 | 후임 송평 |